# ヘンリー・クート (第5代マウントラス伯爵)
第5代マウントラス伯爵ヘンリー・クート（英語: Henry Coote, 5th Earl of Mountrath PC (Ire)、1684年1月4日 – 1720年3月27日）は、アイルランド貴族、イギリスとアイルランドの政治家。ホイッグ党所属。

## 生涯
第3代マウントラス伯爵チャールズ・クートとイザベラ・ドーマー（Isabella Dormer、1663年8月27日 – 1691年7月6日埋葬、第2代カーナーヴォン伯爵チャールズ・ドーマーの娘）の息子として、1684年1月4日に生まれ、10日にセント・マーティン・イン・ザ・フィールズで洗礼を受けた。
1715年9月14日に兄チャールズが死去すると、マウントラス伯爵位を継承した。
1715年イギリス総選挙でホイッグ党の候補としてネアズバラ選挙区から出馬して当選、翌年の七年議会法の採決では欠席したが、便宜的国教徒禁止法廃止法案と貴族法案では政府側で投票した。1718年8月19日、アイルランド枢密院の枢密顧問官に任命された。
1720年3月27日に生涯未婚のままバースで死去、弟アルジャーノンが爵位を継承した。